# Townsend
Townsend város az USA Delaware államában, New Castle megyében. Lakosainak száma 2717 fő (2020).

## Népesség
A település népességének változása:

| 2010 | 2 049 |
| 2020 | 2 717 |